# Lista odcinków serialu Bill Cosby Show
Spis odcinków serialu Bill Cosby Show, nadawanego od 20 września 1984, do 30 kwietnia 1992.

## Sezon 1 (1984-1985)
| Odcinek | Data premiery | Tytuł                       |
| ------- | ------------- | --------------------------- |
| 1       | 20.09.1984    | Pilot Presentation          |
| 2       | 27.09.1984    | Goodbye Mr. Fish            |
| 3       | 4.10.1984     | Bad Dreams                  |
| 4       | 11.10.1984    | Is That My Boy?             |
| 5       | 18.10.1984    | A Shirt Story               |
| 6       | 25.10.1984    | Breaking With Tradition     |
| 7       | 1.11.1984     | One More Time               |
| 8       | 8.11.1984     | Play It Again, Vanessa      |
| 9       | 15.11.1984    | How Ugly Is He?             |
| 10      | 22.11.1984    | Bon Jour, Sondra            |
| 11      | 6.12.1984     | You're Not A Mother Tonight |
| 12      | 13.12.1984    | Rudy's Sick                 |
| 13      | 20.12.1984    | Father's Day                |
| 14      | 10.01.1985    | Independence Day            |
| 15      | 17.01.1985    | Physician of the Year       |
| 16      | 31.01.1985    | Jitterbug Break             |
| 17      | 7.02.1985     | Theo and the Joint          |
| 18      | 14.02.1985    | Vanessa's New Class         |
| 19      | 21.02.1985    | Clair's Case                |
| 20      | 28.02.1985    | Back to the Track, Jack     |
| 21      | 14.03.1985    | The Younger Woman           |
| 22      | 28.03.1985    | Slumber Party               |
| 23      | 2.05.1985     | Mr. Quiet                   |
| 24      | 9.05.1985     | Cliff's Birthday            |

## Sezon 2 (1985-1986)
| Odcinek | Data premiery | Tytuł                    |
| ------- | ------------- | ------------------------ |
| 25      | 26.09.1985    | First Day of School      |
| 26      | 3.10.1985     | The Juicer               |
| 27      | 10.10.1985    | Happy Anniversary        |
| 28      | 17.10.1985    | Cliff in Love            |
| 29      | 24.10.1985    | Theo and the Older Woman |
| 30      | 31.10.1985    | Halloween                |
| 31      | 7.11.1985     | Rudy Suits Up            |
| 32      | 14.11.1985    | Denise Drives            |
| 33      | 21.11.1985    | Clair's Sister           |
| 34      | 5.12.1985     | Clair's Toe              |
| 35      | 12.12.1985    | Denise's Friend          |
| 36      | 2.01.1986     | Mrs. Westlake            |
| 37      | 9.01.1986     | The Auction              |
| 38      | 16.01.1986    | Vanessa's Bad Grade      |
| 39      | 30.01.1986    | Theo and Cockroach       |
| 40      | 2.02.1986     | The Dentist              |
| 41      | 13.02.1986    | Play It Again, Russell   |
| 42      | 20.02.1986    | A Touch of Wonder        |
| 43      | 27.02. 1986   | Full House               |
| 44      | 13.03.1986    | Close to Home            |
| 45      | 20.03.1986    | An Early Spring          |
| 46      | 3.04.1986     | Theo's Holiday           |
| 47      | 10.04.1986    | The Card Game            |
| 48      | 8.05.1986     | Off to the Races         |
| 49      | 15.05.1986    | Denise's Decision        |

## Sezon 3 (1986-1987)
| Odcinek | Data premiery | Tytuł                          |
| ------- | ------------- | ------------------------------ |
| 50      | 25.09.1986    | Bring 'Em Back Alive           |
| 51      | 2.10.1986     | Food for Thought               |
| 52      | 9.10.1986     | Golden Anniversary             |
| 53      | 16.10.1986    | Man Talk                       |
| 54      | 23.10.1986    | Mother, May I?                 |
| 55      | 30.10.1986    | The March                      |
| 56      | 6.11.1986     | Theo's Flight                  |
| 57      | 13.11.1986    | Vanessa's Rich                 |
| 58      | 20.11.1986    | Denise Gets a D                |
| 59      | 4.12.1986     | A Girl and Her Dog             |
| 60      | 11.12.1986    | War Stories                    |
| 61      | 18.12.1986    | Cliff in Charge                |
| 62      | 8.01.1987     | Monster Man Huxtable           |
| 63      | 15.01.1987    | Rudy Spends the Night          |
| 64      | 22.01.1987    | Say Hello to a Good Buy        |
| 65      | 5.02.1987     | Denise Gets an Opinion         |
| 66      | 12.02.1987    | Calling Doctor Huxtable        |
| 67      | 19.02.1987    | You Only Hurt the One You Love |
| 68      | 26.02.1987    | The Shower                     |
| 69      | 12.03.1987    | Cliff's 50th Birthday          |
| 70      | 19.03.1987    | I Know That You Know           |
| 71      | 2.04.1987     | Andalusian Flu                 |
| 72      | 9.04.1987     | Bald and Beautiful             |
| 73      | 30.04.1987    | Planning Parenthood            |
| 74      | 7.05.1987     | Hillman                        |

## Sezon 4 (1987-1988)
| Odcinek | Data premiery | Tytuł                        |
| ------- | ------------- | ---------------------------- |
| 75      | 24.09.1987    | Call of the Wild             |
| 76      | 1.10.1987     | Theogate                     |
| 77      | 8.10.1987     | It's Not Easy Being Green    |
| 78      | 15.10.1987    | Cliff's Mistake              |
| 79      | 22.10.1987    | Shakespeare                  |
| 80      | 29.10.1987    | That's Not What I Said       |
| 81      | 5.11.1987     | Autumn Gifts                 |
| 82      | 12.11.1987    | Looking Back (1)             |
| 83      | 12.11.1987    | Looking Back (2)             |
| 84      | 19.11.1987    | Where's Rudy?                |
| 85      | 3.12.1987     | Dance Mania                  |
| 86      | 10.12.1987    | The Locker Room              |
| 87      | 17.12.1987    | The Show Must Go On          |
| 88      | 7.01.1988     | Bookworm                     |
| 89      | 14.01.1988    | Twinkle, Twinkle Little Star |
| 90      | 21.01.1988    | The Visit                    |
| 91      | 4.02.1988     | The Drum Major               |
| 92      | 11.02.1988    | Waterworks                   |
| 93      | 18.02.1988    | Once Upon a Time             |
| 94      | 25.02.1988    | Petanque                     |
| 95      | 3.03.1988     | Trust Me                     |
| 96      | 17.03.1988    | Home for the Weekend         |
| 97      | 24.03.1988    | The Prom                     |
| 98      | 28.04.1988    | Gone Fishin'                 |